# Wormaldia occipitalis
Wormaldia occipitalis là một loài Trichoptera trong họ Philopotamidae. Chúng phân bố ở miền Cổ bắc.